# King Island (ö i Australien, Queensland, lat -14,10, long 144,33)
King Island är en ö i Australien. Den ligger i delstaten Queensland, omkring 1 700 kilometer nordväst om delstatshuvudstaden Brisbane. Arean är 2,5 kvadratkilometer. Den sträcker sig 2,2 kilometer i nord-sydlig riktning, och 1,8 kilometer i öst-västlig riktning.
Savannklimat råder i trakten. Genomsnittlig årsnederbörd är 1 226 millimeter. Den regnigaste månaden är mars, med i genomsnitt 387 mm nederbörd, och den torraste är augusti, med 1 mm nederbörd.